# Chore dziecko
Chore dziecko (niderl. Het zieke kind) – obraz barokowego, holenderskiego malarza Gabriëla Metsu.

## Opis
Metsu malował sceny rodzajowe, przedstawiając w nich życie prostych mieszczan. Jego postacie nie pochodzą z wyższych sfer, nie noszą bogatych strojów, a otaczające ich przedmioty są zwykłe i niewyszukane. Bardzo rzadko malarze portretowali osoby lub przedstawiali sceny z chorymi dziećmi. Zamówienia częściej dotyczyły portretów dzieci zdrowych, roześmianych, a przy portretach zbiorowych nawet zlecano dodanie osób zmarłych.
Metsu odszedł od standardów. Przedstawił blade dziecko siedzące na kolanach swojej matki (lub opiekunki). Jej apatyczne spojrzenie i zatroskanie kobiety, mówi o jej chorobie. Obok po lewej stronie stoi gliniane naczynie pełne nietkniętego jedzenia. Po prawej widoczny jest czepek, mający na co dzień chronić głowę dziecka; tu zdjęty być może dla sprawdzenia temperatury. 
Obraz został skomponowany diagonalnie, a punktem przecięcia jest dłoń matki tarmoszące ramię dziecka. Taki gest wskazuje na niepokój kobiety. Lewa strona od przekątnej (idącej z od lewego do prawego narożnika) jest bardziej stonowana niż po prawej stronie. Obraz mimo skromności przedmiotów, jest bogaty w szczegóły. Szkarłatna, atłasowa spódnica ma sztywne fałdy, co świadczy o jego gorszym gatunku, na fartuchu widoczna jest burozielona plama, żółty kaftan dziecka jest wyblakły. Za plecami kobiety, na ścianie wiszą dwa elementy dekoracyjne. Po lewej stronie, zgodnie z ówczesną modą wisi mapa, na której widać podpis malarza. Jego pisownia była indywidualnym wyborem artysty i swoje nazwisko zapisał jako Metsue. Po prawej stronie wisi obraz, przedstawiający ukrzyżowanie Chrystusa z Marią i Janem Ewangelistą pod krzyżem. Scena cierpiącej matki z obrazu, znanej jako Pietà i cierpiąca matka z chorym dzieckiem mogą być alegorią miłosierdzia.